# Laganidae
Famille
Les Laganidae sont une famille d'oursins irréguliers de l'ordre des Clypeasteroida.

## Description et caractéristiques
Ces oursins sont une famille d'oursins plats, caractéristiques des Laganiformes.

Des contreforts internes sont présents à la circonférence, avec des barres radiales ramifiées.

Le périprocte est situé sur la face orale, son ouverture étant limitée par les premières et seconde paires de plaques interambulacraires post-basicoronales (les premières étant allongées).

Les aires interambulacraires se terminent adapicalement par une seule plaque.

Le cercle basicoronal est pentagonal à pentastellé, avec des plaques ambulacraires étirées.

Des sillons nourriciers sont présents, non ramifiés et perradiaux.

Le disque apical est pentagonal, avec les pointes du pentagone en situation interradiale.
Cette famille est apparue à l'Éocène, et s'est répandue dans tous les bassins océaniques.

## Liste des genres
Selon World Register of Marine Species (1 mai 2014) :
- genre Cenofibula Gasser, 1994 † -- 1 espèce
- genre Hupea Pomel, 1883 -- 1 espèce
- genre Jacksonaster Lambert, in Lambert & Thiéry, 1914 -- 1 espèce actuelle, 6 fossiles
- genre Laganum Link, 1807 -- 9 espèces actuelles, 9 fossiles
- sous-famille Neolaganinae Durham, 1954 †
  - genre Cubanaster Sanchez Roig, 1952a † -- 6 espèces
  - genre Durhamella Kier, 1968a † -- 2 espèces
  - genre Neolaganum Durham, 1954 † -- 2 espèces
  - genre Pentedium Kier, 1967b † -- 1 espèce
  - genre Sanchezella Durham, 1954 † -- 1 espèce
  - genre Tetradiella Liao & Lin, 1981 † -- 1 espèce
  - genre Weisbordella Durham, 1954 † -- 3 espèces
  - genre Wythella Durham, 1954 † -- 2 espèces
- genre Peronella Gray, 1855 -- 17 espèces vivantes, 11 fossiles
- genre Rumphia Desor, 1857 -- 7 espèces vivantes, 1 fossile
- genre Sismondia Desor, 1857 † -- 5 espèces

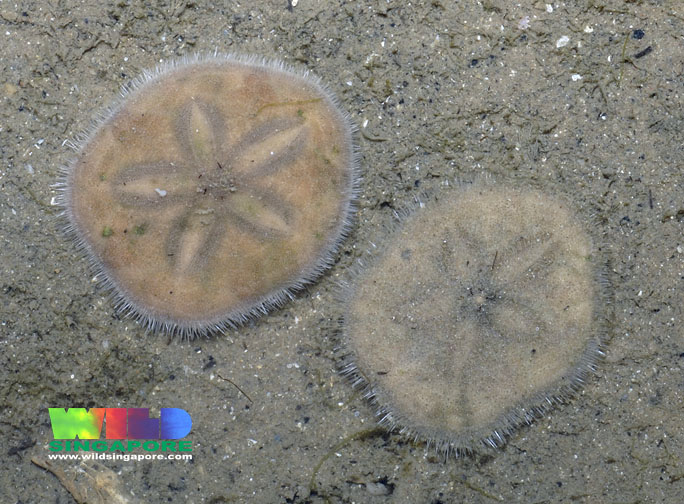
Jacksonaster depressum.
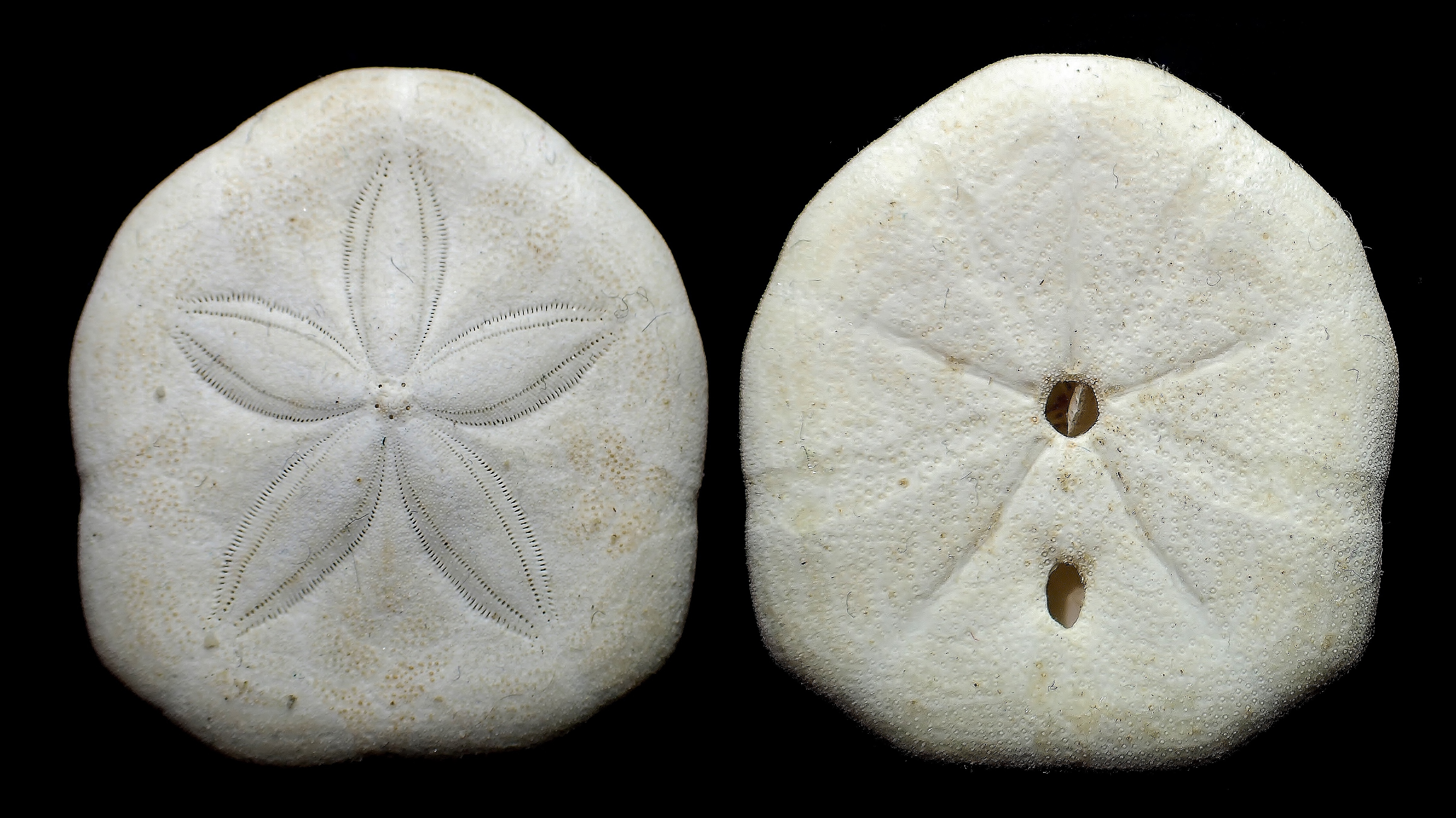
Laganum laganum.
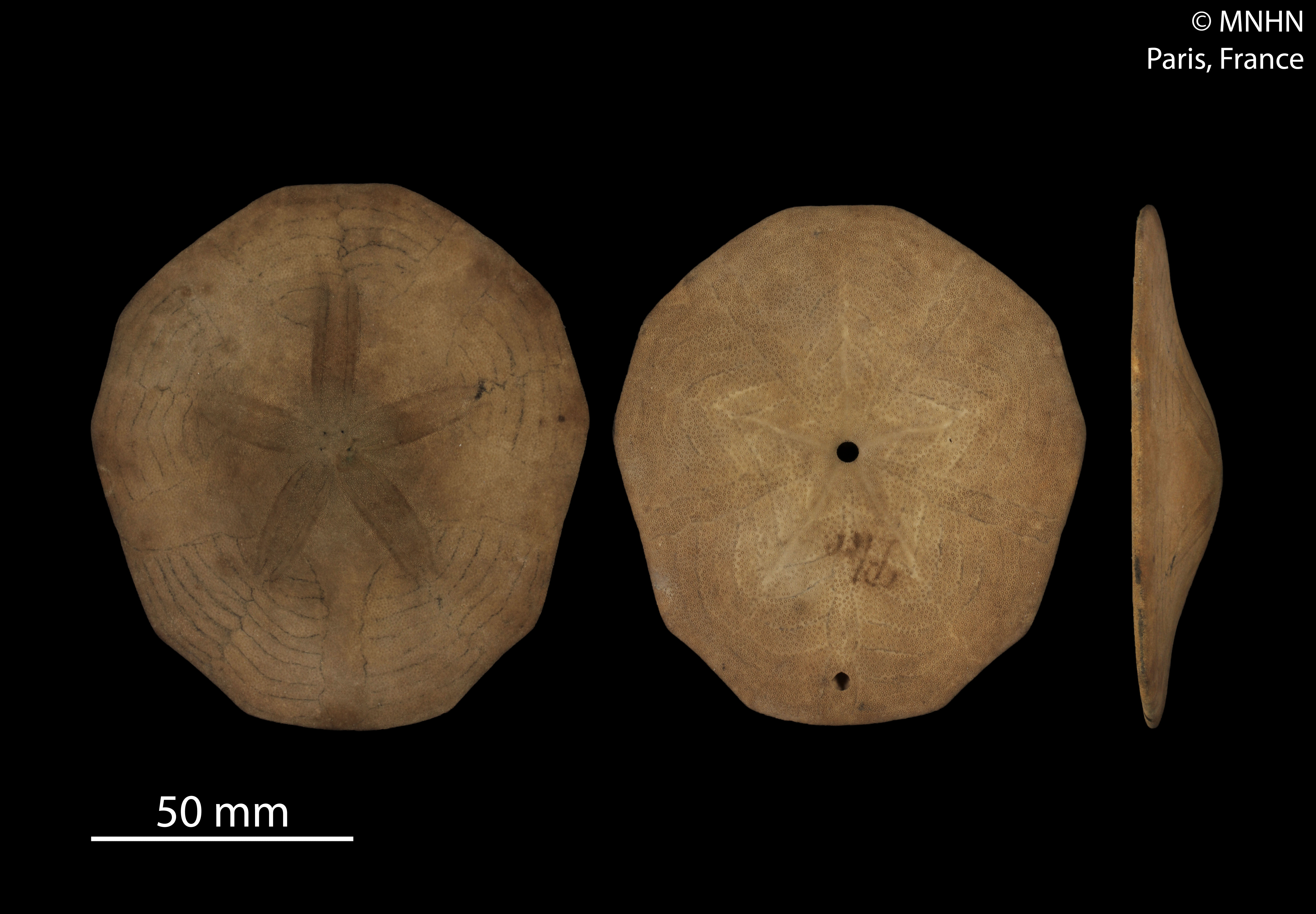
Peronella lesueuri.